# Stanisław Orzechowski (1939–2021)
Stanisław Orzechowski, ps. Orzech (ur. 7 listopada 1939 w Kobylinie, zm. 19 maja 2021 we Wrocławiu) – polski duchowny katolicki, prałat; licencjusz teologii; duszpasterz świata pracy diecezji wrocławskiej.

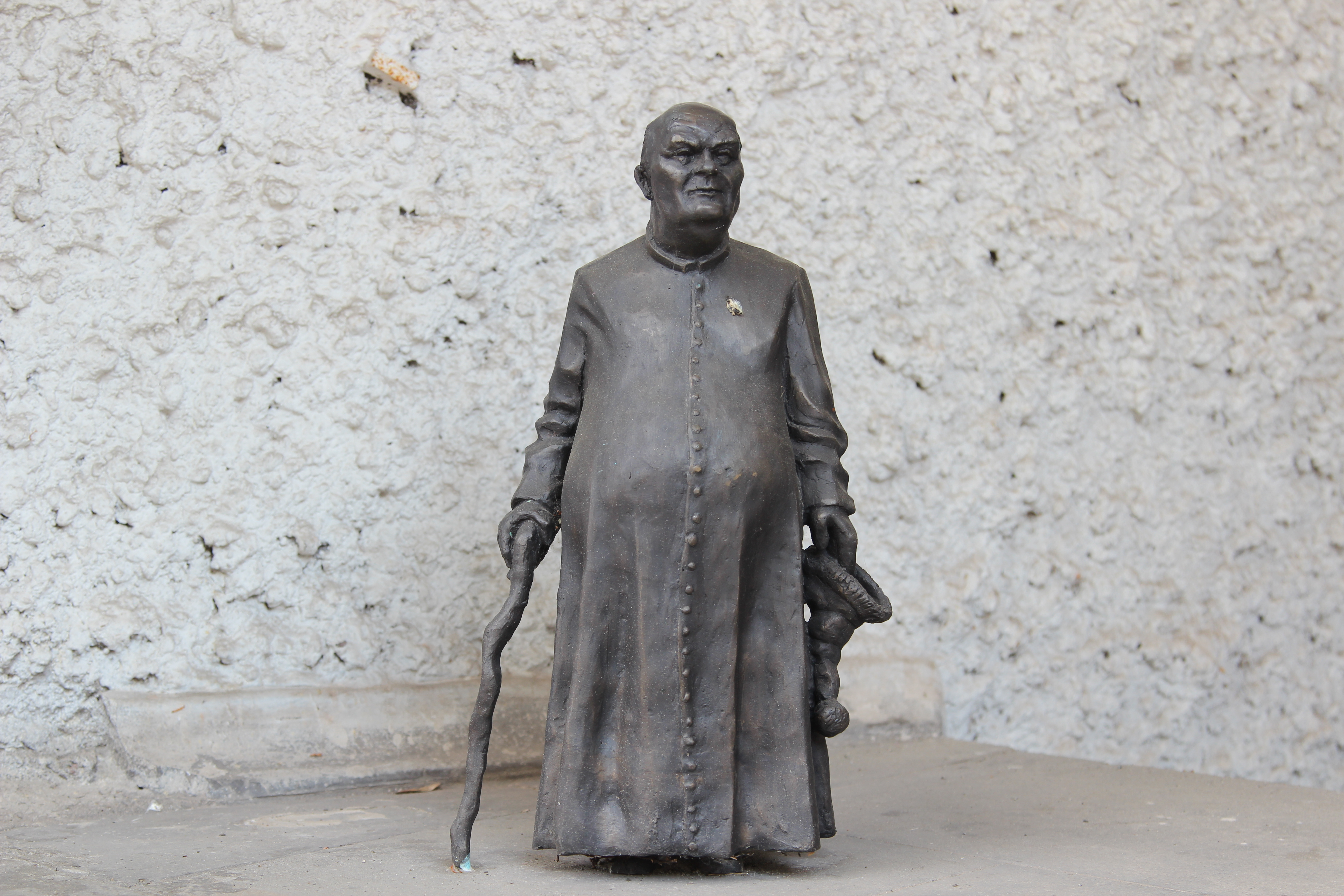
Wrocławski krasnal przedstawiający księdza Orzechowskiego.

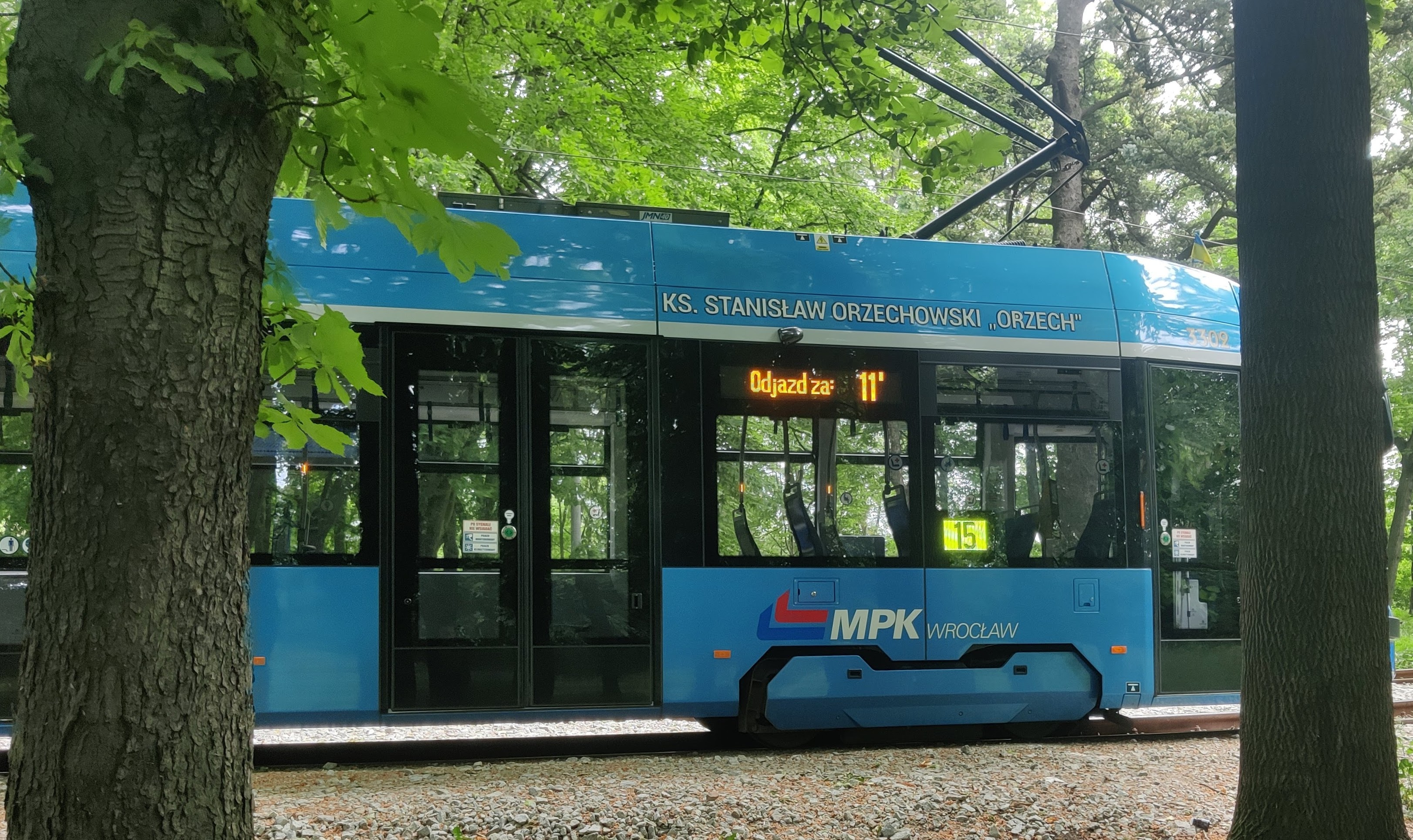
Wrocławski tramwaj nazwany imieniem księdza Orzechowskiego.

## Życiorys
Jest synem Stanisława (zmarł 12 stycznia 1992) i Franciszki z domu Robakowskiej (zmarła 25 maja 1985). Oboje pochowani są na cmentarzu parafialnym w Kobylinie. Miał braci Bronisława, Kazimierza i Józefa.
Szkołę podstawową ukończył w Kobylinie w roku 1953, a świadectwo maturalne uzyskał w roku 1957 w Technikum Budowlanym we Wrocławiu. Rok później wstąpił do Wyższego Seminarium Duchownego we Wrocławiu, przyjmując święcenia kapłańskie w dniu 28 czerwca 1964 z rąk arcybiskupa Bolesława Kominka. Mszę prymicyjną odprawił 5 lipca 1964 w kościele parafialnym św. Stanisława Biskupa Męczennika w Kobylinie.
Pracę duszpasterską po święceniach rozpoczął od parafii św. Barbary w Nowej Rudzie-Drogosławiu, gdzie przez trzy lata (1964-1967) pełnił funkcję wikariusza, a następnie przez rok (1967/1968) był wikariuszem parafii św. Wawrzyńca przy ul. Bujwida we Wrocławiu. W latach 1968–1972 odbył studia pedagogiczne na KUL-u, wieńcząc je tytułem licencjata teologii pastoralnej na podstawie pracy pt. „Przygotowanie do małżeństwa młodzieży akademickiej”. Podczas studiów na KUL-u uczęszczał na wykłady Karola Wojtyły, którego naukę bardzo cenił i często się do niej odnosił. Od roku 1967 (z przerwą na studia) był duszpasterzem akademickim Wawrzyny przy parafii pw. św. Wawrzyńca we Wrocławiu. W duszpasterstwie uczestniczył jako student późniejszy biskup ks. Andrzej Siemieniewski, który przy nim odnalazł swoje powołanie i wstąpił do seminarium duchownego.
Osobnym rozdziałem w życiu Stanisława Orzechowskiego było duszpasterstwo robotników i kolejarzy. On pierwszy w sierpniu 1980 roku odprawiał mszę św. w czasie strajku w zajezdni tramwajowej. Później uczestniczył w strajku głodowym kolejarzy wrocławskich. Także z jego inicjatywy, od początku stanu wojennego we wszystkie czwartki, w kościele przy ul. Bujwida odbywały się msze święte za Ojczyznę (popularnie zwane Dwudziestkami, gdyż odbywały się o godz. 20). Kardynał Henryk Gulbinowicz powierzył mu wówczas funkcję diecezjalnego duszpasterza świata pracy. Był przyjacielem księdza Jerzego Popiełuszki.
Od 1981 r. był głównym przewodnikiem Pieszej Pielgrzymki Wrocławskiej na Jasną Górę. Przewodniczył także corocznej październikowej pieszej pielgrzymce z Wrocławia do Grobu św. Jadwigi w Trzebnicy.
O życiu ks. Stanisława Orzechowskiego powstał film dokumentalny „Orzech – zawsze chciałem być z ludźmi”. Film zdobył nagrodę główną „Złoty Opornik” za najlepszy polski film dokumentalny na Międzynarodowym Festiwalu Filmowym NNW 2020.
W 2021 został laureatem nagrody honorowej „Świadek Historii” przyznanej przez Instytut Pamięci Narodowej.
Zmarł 19 maja 2021 roku w wieku 81 lat. Pochowany na Cmentarzu św. Wawrzyńca we Wrocławiu.

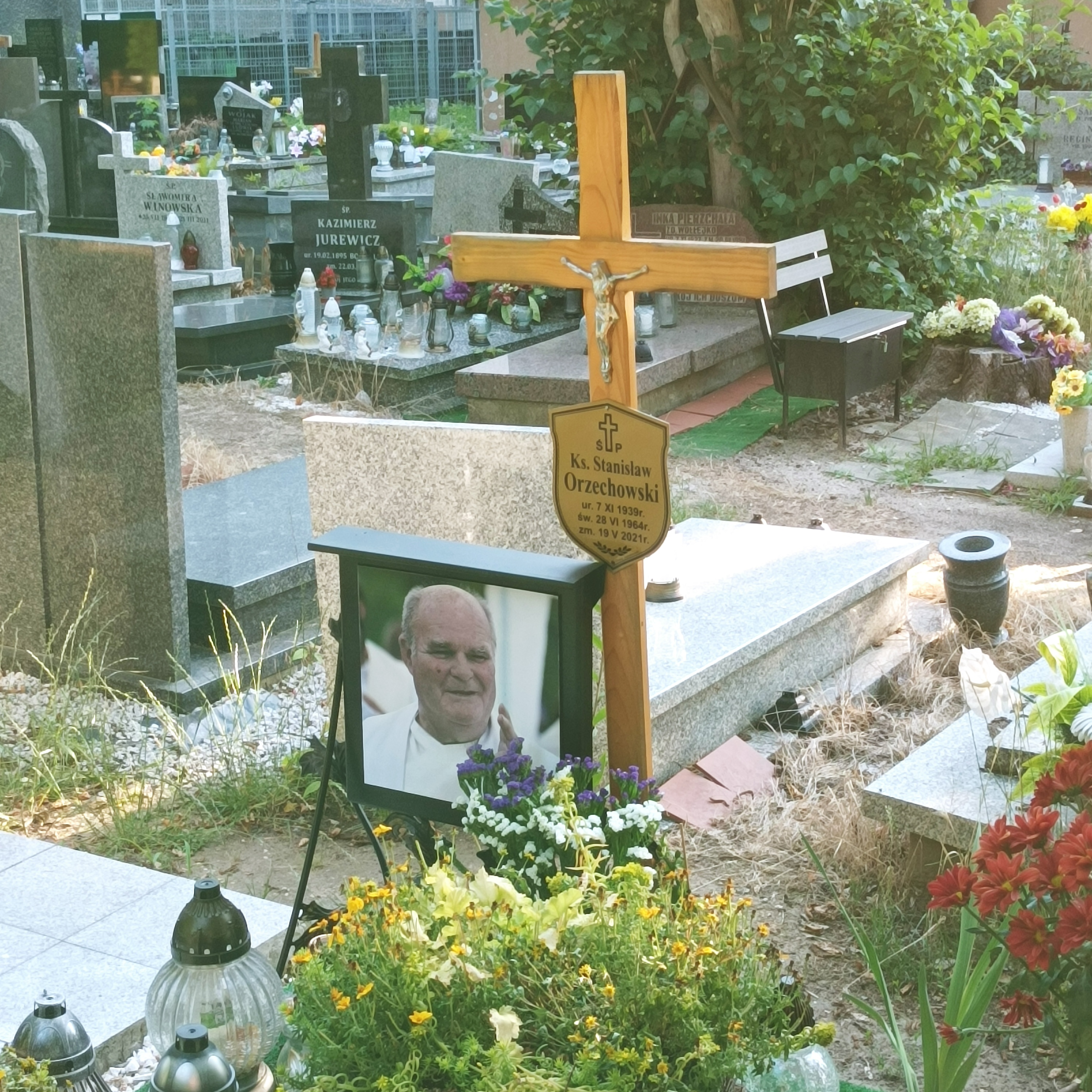
Grób ks. Stanisława Orzechowskiego w 2023

W maju 2022 wrocławskie Miejskie Przedsiębiorstwo Komunikacyjne nadało jednemu z wrocławskich tramwajów typu Moderus Gamma 2 imię ks. Stanisława Orzechowskiego.

## Pełnione funkcje
- Duszpasterz DA „Wawrzyny”,
- Diecezjalny Duszpasterz Ludzi Pracy,
- Duszpasterz Kolejarzy (do roku 1997),
- Duszpasterz Rodzin Katyńskich,
- Diecezjalny Koordynator Ruchów Religijnych,
- Poradnia Rodzinna przy Duszpasterstwie Rodzin pod „4” (w roku 1999 nastąpiła przerwa w tej posłudze ze względu na stan zdrowia),
- Od roku 1981 główny przewodnik Pieszej Pielgrzymki Wrocławskiej na Jasną Górę,
- Kierownik corocznej październikowej pielgrzymki do grobu św. Jadwigi w Trzebnicy,
- Przewodnik pielgrzymki do Ostrej Bramy (sierpień 1992 r. oraz sierpień i wrzesień 1993 r.),
- Spowiednik kleryków Metropolitalnego Wyższego Seminarium Duchownego we Wrocławiu.

## Nagrody i wyróżnienia
- Nagroda Kolegium Rektorów Uczelni Wrocławia i Opola (1997)
- Nagroda Wrocławia – za „...trud i osobiste zaangażowanie w ważne dla mieszkańców Wrocławia inicjatywy charytatywne oraz opiekę, jaką obejmował działaczy dolnośląskiej „Solidarności” walczących z totalitaryzmem o prawo do wolności” (2005)
- Krzyż Kawalerski Orderu Odrodzenia Polski (2006)[8]
- Honorowy Obywatel Wrocławia (2015)[9]
- Krzyż Komandorski Orderu Odrodzenia Polski (2021, pośmiertnie)[10][11]

## Publikacje
- Orzech napisał ks. Aleksander Radecki
- Orzech na Ambonie cz. I napisał ks. Aleksander Radecki
- Orzech na Ambonie cz. II napisał ks. Aleksander Radecki
- Testament Jezusa, Inicjatywa Wydawnicza „Jerozolima”, Poznań 2006
- O małżeństwie ... bez zacierania prawdy cz. I rozmawia Violetta Nowakowska
- O małżeństwie ... bez zacierania prawdy cz. II rozmawia Violetta Nowakowska
- O małżeństwie ... bez zacierania prawdy cz. III rozmawia Violetta Nowakowska
- W stronę mistyki rozmawia Violetta Nowakowska
- Autorytet ojca w rodzinie rozmawia Violetta Nowakowska
- Najkrócej o... dekalogu
- Najkrócej o... powołaniu człowieka
- najkrócej o... darze i teologii ciała
- Najkrócej o... macierzyństwie i ojcostwie
- Najkrócej o... wychowaniu religijnym dzieci
- Najkrócej o... zwyciężaniu kryzysów małżeńskich
- Zbuduj z Orzechem
- Orzechowy plon rozmawia Violetta Nowakowska
- Testament Jezusa